# Technorati
Technorati fue una plataforma de publicidad para editores, que servía de solución publicitaria para los miles de webs de su red.
Technorati lanzó su red de publicitaria en 2008, y durante un tiempo fue una de las mayores redes publicitarias, alcanzando más de 100 millones de visitantes únicos por mes.
El nombre Technorati es un acrónimo de Tecnología y Literati, que evoca la noción de inteligencia o intelectualidad tecnológica.
En 2016 Synacor adquirió Technorati por 3 millones de dólares.
Antes de ello, el producto esencial era un motor de búsqueda para blogs. El sitio web dejó de indexar blogs y asignar calificaciones autoritativas en mayo de 2014 al lanzar su nueva web, enfocada en la edición en línea y la publicidad.
Technorati fue fundada por Dave Sifry, con sede central en San Francisco (California). Kevin Marks fue el Ingeniero Principal del sitio. Tantek Celik fue el Jefe Tecnológico de sitio.
El sitio ganó en 2006 el premio al Mejor Logro Tecnológico y al Mejor del Show en el SXSW. Fue nominado en 2006 para un Premio Webby en la categoría de Mejores Prácticas, que perdió frente a Flickr y Google Maps.

## Historia
En febrero de 2006, Debi Jones señaló que Technorati, que declaraba hacer seguimiento a 27,7 millones de blogs, que sus publicaciones sobre el "Estado de la Blogosfera" no tomaban en cuenta los blogs de Myspace, que según ella sumaban 56 millones de blogs. Como resultado, dijo que la utilidad de Technorati como calibrador de la popularidad de los blogs era cuestionable. En marzo de 2006, Aaron Brazell remarcó que Technorati había comenzado a hacer seguimiento de los blogs de MySpace.
En mayo de 2006, Technorati se alió con la agencia de relaciones públicas Edelman. El acuerdo suscitó muchas críticas, tanto por razones de principios como por escándalo de blogs falsos de Edelman. Edelman y Technorati finalizaron el acuerdo en diciembre de 2006. Ese mes, Oliver Reichenstein señaló que para Edelman, el llamado "Estado de la Blogosfera" era más una herramienta para hacer publicidad y dinero que una fuente fiable de datos, explicando que la afirmación de Techorati/Edelman de que el 31 % de los blogs estaban escritos en japonés era "falaz" y cuáles eran las ventajas económicas para las partes en este acuerdo.
En mayo de 2007, Andrew Orlowski, en un artículo para el tabloide tecnológico The Register, criticó el rediseño del sitio. Sugería que Technorati había decidido enfocarse más en otras cosas que los resultados de los blogs. También afirmó que Technorati nunca funcionó como debía y que el nuevo enfoque era "una admisión tácita de que había desistido de su misión original".
En agosto de 2008, Technorati adquirió la revista digital Blogcritics por una suma desconocida. Como resultado, los fundadores de Blogcritics –los editores Eric Olsen y el director técnico Phillip Winn– se convirtieron en empleados de Technorati. Una de las primeras colaboraciones consistió en que los editores de Blogcritics empezaran a escribir las descripciones de las etiquetas de Technorati.
En octubre de 2008, Technorati adquirió la agencia de publicidad en línea AdEngage. El CEO de Technorati, Richard Jalichandra, quería usar la plataforma de AdEngage para acrecentar la expansión mediática de Technorati, empezando por una expansión de su negocio publicitario en los sitios con mayor tráfico. La red de AdEngage sumó 12 000 millones de impresiones mensuales a la red de Technorati Media Network.
En abril de 2009 Blogcritics se sometió a un completo rediseño del sitio y cambió de sistemas de gestión de contenidos.
En 2009 Technorati decidió dejar de indexar blogs y sitios en otro idioma que no fuera el inglés.
En 2016, Synacor adquirió Technorati por 3 millones de dólares.